# Merulempista
Merulempista là một chi bướm đêm thuộc họ Pyralidae.
Đây là một chi nhỏ có 10 loài và phụ loài được mô tả, phân bố ở miền Cổ bắc trừ Merulempista cyclogramma xuất hiện ở miền Đông phương và loài Merulempista oppositalis có ku vực phân bố từ các miền Đông phương đến Australian.

## Các loài tiêu biểu
- Merulempista cingillella (Zeller, 1846)
- Merulempista cyclogramma (Hampson, 1896) (miền Đông phương)
- Merulempista digitata Li & Ren, 2011
- Merulempista oppositalis (Walker, 1863) (Oriental to Australian regions)
- Merulempista rubriptera Li & Ren, 2011